# Tiraspol
Tiraspol (mold.: Tiraspol/Тираспол) je drugi najveći grad u jugoistočnoj Moldaviji, središte separatističke oblasti Pridnjestrovlja. Nalazi se na istočnoj obali rijeke Dnjestar i ima oko 159.000 stanovnika (prema popisu iz 2004.).
Naziv grada dolazi od slaveniziranog grčkog naziva za grad, koji je u grčkom originalu dolazio od imena rijeke Dnjestar (Tiras) i znači "grad na Dnjestru" (Tiras  + polis).
Najpoznatiji sportski klub je Sheriff Tiraspol, koji igra na Stadionu Sheriff.

## Stanovništvo
U gradu Tiraspolu živi 38 % Rusa, 32 % Ukrajinca i 18 % Moldavaca. Godine 1919. je u gradu živjelo čak 42 % Moldavaca.

## Povijest
Grad je osnovao Aleksandar Suvorov, 1792. godine. Od 1929. do 1940. bio je glavni grad 
Moldavske Autonomne Sovjetske Socijalističke Republike.
Za razliku od većine gradova u bivšim socijalističkim državama u Tiraspolu, kao i u većini Pridnjestrovlja, nisu promijenjeni nazivi ulica i trgova iz vremena SSSR-a.

## Gradovi prijatelji
| - Ašdod, Izrael - Bălți, Moldavija - Bilhorod-Dnistrovskyi, Ukrajina - Chinvali, Gruzija – glavni grad de facto nezavisne nepriznate države Južne Osetije - Čerkasy, Ukrajina - Eilenburg, Njemačka - Herson, Ukrajina - Izmajil, Ukrajina - Kaluga, Rusija - Komrat, Moldavija - Kursk, Rusija - Minsk, Bjelorusija - Mikolajiv, Ukrajina - Novosibirsk, Rusija - Odesa, Ukrajina - Obninsk, Rusija - Santarém, Portugal - Severodvinsk,, Rusija - Suhumi, Gruzija – glavni grad de facto nezavisne nepriznate države Abhazije - Trondheim, Norveška - Volgograd, Rusija 1. |